# Yosuke Akiyama
Yosuke Akiyama (秋山 陽介 Akiyama Yōsuke?, Chiba, 13 de abril de 1995) es un futbolista japonés que juega como centrocampista en el Wollongong United F. C. de la Illawarra Premier League.

## Trayectoria

### Clubes
| Club                      | País      | Año       |
| ------------------------- | --------- | --------- |
| Nagoya Grampus            | Japón     | 2017-2020 |
| Júbilo Iwata (cedido)     | Japón     | 2019      |
| Vegalta Sendai            | Japón     | 2021-2023 |
| JEF United Chiba (cedido) | Japón     | 2022      |
| Fukushima United F. C.    | Japón     | 2024      |
| Wollongong United F. C.   | Australia | 2025-     |